# 뮌헨 폭동
뮌헨 폭동(독일어: München Putsch) 또는 맥주 홀 반란(독일어: Bürgerbräu-Putsch)은 1923년 11월 바이에른 자유주에서 극우 국민주의 단체들의 연합체인 독일투쟁동맹이 일으킨, 미수로 끝난 반란이다. 아돌프 히틀러가 투쟁동맹의 지도자로 추대되기는 했지만, 이 때까지만 해도 히틀러와 나치당은 투쟁동맹에 참여한 여러 극우단체들 중 하나에 불과했다.
히틀러 폭동(독일어: Hitlerputsch), 히틀러-루덴도르프 폭동(독일어: Hitler-Ludendorff-Putsch)이라고 부르기도 한다.

## 배경
독일 제국 황제에 의해 직접적으로 발전된 비어가르텐(유럽식 맥주 연회장의 효시)은 바이에른 비어가르텐을 원조로 한다. 즉 모든 자국내 회담과 여론의 발론지었다.
1919년 제1차 세계 대전 후 맺어진 베르사유 조약으로 독일의 경제 파탄과 물가 상승, 사회 불안 등 혼란에 휩싸였고 바이마르 공화국은 이를 제어하지 못했으며 에리히 폰 루덴도르프와 같은 영향력 있는 퇴역 군인들은 정치적 흐름을 타고 자유 군단, 나치당과 같은 우익 정당, 단체들을 조직하는데 비어가르텐을 활용했다.
이 중 나치당은 아직 초기 정당이었지만 1922년 1만 명의 단원을 보유하고 있었고 돌격대(SA)와 같은 소수 친위 단체들도 거느리고 있었으며 1923년 9월 27일 히틀러는 바이에른주의 총리 에겐 폰 카일링, 바이에른 주의 경찰 대령 한스 리터 폰 세이서, 바이에른 주지사 구스타브 리터 폰 카르, 라이히스베어(국가 방위군) 장군 오토 폰 로소에게 메시지를 전달했다.
히틀러는 독일 전체를 지배하는 독재자가 되겠다는 계획 아래 1922년 이탈리아 로마에서 일어난 베니토 무솔리니의 로마 진군을 본따 뮌헨의 비어 홀에서 반란을 일으켰다.

## 폭동

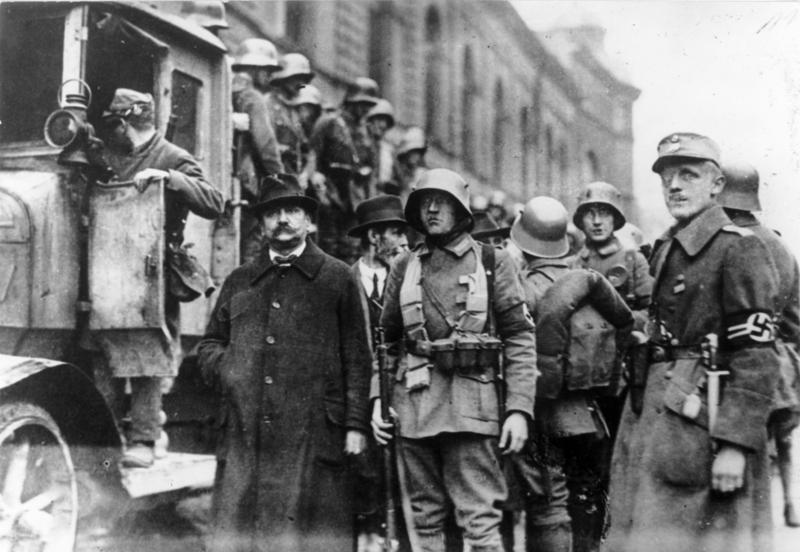
폭동에 참여한 SA 단원들

1923년 11월 8일 밤 바이에른 주지사 구스타브 리터 폰 카르는 뷰르가브로이케라의 맥주홀에서 바이에른의 실력자들을 모아 대집회를 열었고 오후 8시 15분에 카르의 연설이 시작되었다.
그리고 에른스트 룀, 빌헬름 브뤼크너가 이끄는 SA의 단원 600명이 기관총으로 비어 홀을 포위하고 그의 동료 헤르만 괴링, 알프레트 로젠베르크, 루돌프 헤스, 에른스트 한스슈탱글, 울리히 그라프, 요한 아이그너, 아돌프 렌크, 막스 아만, 루드비히 막시밀리안 어윈 폰 스퀘부너 리히터, 빌헬름 아담, 율리우스 슈트라이허 등 나치당의 실력자들과 둘러싸인 히틀러가 등장했다.
그리고 군중을 헤치고 8시 30분 경 프록 코트를 입은 히틀러가 회장에 등단하여 천장을 향해 권총을 발사하면서 선언했다.
| “ | 국민혁명이 시작되었다. 회관은 6명의 사람들도 가득 차 있다. 베를린과 바이에른 정부는 지위를 잃었고 새 정부가 형성된다. 독일국방군과 경찰이 이들을 점유하고 있다. | ” |

그리고 히틀러는 루돌프 헤스, 아돌프 렌크, 울리히 그라프와 함께 총으로 위협해 어안이 벙벙해 있는 카르, 세이서, 로소를 옆방으로 데리고 가 쿠데타 계획을 설명하고 반란 지원을 요구했다. 결국 루덴도르프 장군의 중재로 카르와 히틀러는 협력을 약속했으며 계획은 성공할 것처럼 보였다.
한편 괴링은 바이에른 실력자들에게 떠나지 말라고 연설을 하나 일부는 주방을 통해 탈출했으며 하인츠 페르네, 요한 아이그너, 스퀘부너 리히터 등이 루덴도르프를 데리러 파견되고 룀은 도시의 주요 건물들을 점령하도록 명령했으며 공범자 게르하르트 로스바흐가 보병 학교의 학생들을 동원했다.
그렇지만 무엇보다 우선 국방군이 히틀러를 지지하지 않았다. 베를린으로 진격하게 됨으로써 국방군들끼리 싸우게 되는 사태를 기피했기 때문이다. 관료들 역시 일치해서 카르에 대한 충성을 맹세했고 이렇게 해서 카르는 국방군의 보호하에 11월 9일 오전 2시 55분 반란을 부인하는 성명을 발표했다. 일이 이쯤에 이르자 히틀러는 루덴도르프의 제안으로 민중의 지지를 받아 카르에게 압력을 가할 작정을 하고 데코행진을 계획했다.
11월 9일 오전 11시 30분 본거지인 뷰르가브로이케라에서 약 2000명의 데모 대열이 출발해 도중에 번번이 무장경찰대로부터 저지를 당했지만 경찰대는 그리 단호한 태도를 취하지는 않았다. 이렇게 해서 시청 앞의 광장에 도착하였고 여기에서 기세를 올린 뒤 여세를 몰아 국방군사령부에 빽빽이 들어찬 SA와 합류하려고 했다.
오디온 광장에서 이러고 있는 사이 저지하고 있던 무장경찰대에서 일발의 총성을 계기로 일제사격이 시작되면서 데모대는 쫓겨나고 말았다. 이 때의 일발은 우연한 폭음이었고 일제사격이라 해도 일분간 진행된데 불과했지만 19명의 나치 당원들과 4명의 경찰이 사망했다.
그리고 히틀러는 함께 스크럼을 짜고 있던 스퀘부너 리히터가 총에 맞아 즉사하는 바람에 같이 끌려넘어지면서 왼쪽 어깨가 탈구되었고 결국 다른 나치당 지도부들과 함께 경찰에 체포되었다.

## 재판
1924년 2월 26일 히틀러, 루덴도르프 등은 대역죄로 고소되어 특별법정에 섰고 히틀러는 자진하여 공화국 정부 전복의 모든 책임을 짊어지고 나서 공화정을 격렬하게 비난하고 카르를 비판했다.
4월 1일 히틀러는 금고 5년형, 룀은 1년 3개월의 실형, 브뤼크너는 1년 6개월의 실형, 루덴도르프는 무죄 석방에 처해졌다. 그 밖에 아돌프 휜라인도 6개월간 투옥되었고 오스트리아의 지휘자 카를 뵘은 폭동을 지지했으며 하인리히 힘러도 봉기에 가담했다. 알프레트 로젠베르크는 히틀러가 수감되는 동안 잠시 나치당을 이끌었고 괴링은 오스트리아로 도주했다가 1925년 독일로 귀국했다. 한편 히틀러는 《나의 투쟁》의 초고를 집필하고 9개월 후에 석방되었다.

## 같이 보기
- 2022년 독일 쿠데타 모의
- 바이에른 평의회 공화국
- 함부르크 봉기
- 카프 폭동